# Sesleria sphaerocephala
Sesleria sphaerocephala är en gräsart som beskrevs av Pietro Arduino. Sesleria sphaerocephala ingår i släktet älväxingar, och familjen gräs. Inga underarter finns listade i Catalogue of Life.